# Groupe de recherche énergie, technologie et société
Le Groupe de recherche énergie, technologie et société (GRETS) est un laboratoire français de recherche en sciences sociales (sociologie, science politique, sémiologie, anthropologie, linguistique) appartenant à la Direction de la recherche et du développement d'EDF, implanté depuis 2016 sur le site de Paris-Saclay, sur la commune de Palaiseau. Des études et recherches y sont menées pour le compte d’EDF, ainsi qu'en partenariat avec d'autres acteurs du monde de la recherche.
Depuis 1983, le GRETS organise un séminaire public accueilli à la Maison des Sciences de l'Homme à Paris. Chaque mois, un chercheur invité présente ses travaux et les discute avec les participants. Ces séminaires sont libres d’accès et ouverts à un large public (EDF et autres entreprises ou institutions), à l’interface entre le monde de l’entreprise et celui de la recherche académique.
Des résultats de recherches développées au GRETS ont donné lieu à publications et communications en conférences. Deux ouvrages collectifs ont été édités par des chercheurs du GRETS dans la collection « Socio-économie de l'énergie » aux éditions Lavoisier,.